# Calacuccia
Calacuccia es una comuna y población de Francia, en la región de Córcega, departamento de Alta Córcega. Es la cabecera del cantón de Niolu-Omessa.
Su población en el censo de 1999 era de 340 habitantes.

## Demografía
| 518 | 556 | 507 | 418 | 331 | 340 |
| Para los censos de 1962 a 1999 la población legal corresponde a la población sin duplicidades (Fuente: INSEE [Consultar]) |     |     |     |     |     |